# Eduardo Gudiño Kieffer
Eduardo Gudiño Kieffer (Esperanza, Santa Fe, 2 de noviembre de 1935 - Buenos Aires, 20 de septiembre de 2002) fue un escritor y periodista argentino.

## Biografía
Hijo de maestros y descendiente de una de las familias fundadoras de Esperanza, estudió en el Liceo Militar de Santa Fe y Derecho en la Universidad Nacional del Litoral. 
En 1965, recibió la beca Stage en la ORTF (París), otorgada por el gobierno francés. En 1967, la distinción fue del Fondo Nacional de las Artes, también con una beca. Vivió en París —donde fue amigo de Julio Cortázar y Nicolás García Uriburu— y se estableció en Buenos Aires a fines de los años 60.
Su trayectoria incluye los premios Affinités por cuento, 1957; Faja de Honor de la S.A.D.E. (Sociedad Argentina de Escritores); Pluma de Plata del PEN Club; Premio Konex - Diploma al Mérito, 1984; Premio Literario del Instituto Griego de Cultura, 1988; Club de los 13, Premio Sigfrido Radaelli, 1998; Primer Premio Municipal de Novela, 1998; Premio Esteban Echeverría, 1999, entre muchos otros.
En 1993 fue director del Fondo Nacional de las Artes. Traductor del francés al español, ejerció además la actividad publicitaria y periodística, y fue un importante colaborador de los diarios y revistas más importantes del país: La Nación, La Prensa, Editorial Abril, Editorial Atlántida y muchos más publicaron sus artículos. 
Fue un escritor muy convocado como jurado de diferentes premios (Planeta, Konex, La Nación, Emecé, Nacional de la República Argentina, Municipal de la Ciudad de Buenos Aires, y otros).
Participó en conferencias y congresos literarios en distintos países. Muchas de sus obras fueron traducidas a diversos idiomas (inglés, francés, griego, italiano,  húngaro y otros).
En agosto del 2001, la Legislatura de la Ciudad de Buenos Aires lo distinguió como Ciudadano ilustre.
Se postuló en las elecciones de 1987 como segundo candidato a diputado nacional y en 1989 como candidato a diputado por el partido Demócrata Progresista.
Se casó en 1965 con Beatriz Trento y juntos tuvieron tres hijos: Florencio, Nicolás y Agustín.
Por vía materna está emparentado con el artista plástico Sebastián Spreng.

## Obras publicadas

### Novelas
- Para comerte mejor (1968)
- Guía de pecadores (1972)
- La hora de María y el pájaro de oro (1975)
- Será por eso que la quiero tanto (1975)
- Medias negras, peluca rubia (1979)
- ¿Somos? (1982)
- Magia blanca (1986)
- Kerkya, Kerkyra (1988)
- Bajo amor en alta mar (1994)
- El príncipe de los lirios (1995)

### Cuentos o fábulas
- Fabulario (1969)
- Ta te tías y otros juegos (1980)
- Jaque a Pa y Ma (1982)
- No son tan Buenos tus Aires (1982)
- Un ángel en patitas (1984)
- Alguna vez (1984), en el libro Caramelos surtidos
- Buenos Aires por arte de magia (1986)
- Historia y cuentos del alfabeto (1987)
- Ángeles buscando infancia (1987)
- Nombres de mujer (1988)
- Malas malísimas (1998)
- Diez fantasmas de Buenos Aires (1998)

### Ensayos
- Carta abierta a Buenos Aires violento (1970)
- Prólogo del libro Un tenue olor a aceite, obra prima de Luis Alberto Melograno Lecuna (1983)
- Manual para nativos pensantes (1985)
- A Buenos Aires (1986)
- El peinetón (ensayo y cuentos, 1986)

## Filmografía
Guiones cinematográficos
- ¿Somos? (1982)
- Desde el abismo (1980)
- La hora de María y el pájaro de oro (1975)
- Vení conmigo (1972)

Autor
- ¿Somos? (1982)